# Euphronarcha disperdita
Euphronarcha disperdita är en fjärilsart som beskrevs av Walker 1860. Euphronarcha disperdita ingår i släktet Euphronarcha och familjen mätare. Inga underarter finns listade i Catalogue of Life.